# 约翰-亨利·克鲁格
约翰-亨利·克鲁格（英語：John-Henry Krueger，1995年3月27日—）生于宾夕法尼亚州匹兹堡，是一名美国男子短道速滑运动员。他于5岁时开始练习短道速滑，并与其哥哥科尔（Cole）一同加入匹兹堡速滑俱乐部。后来两人的母亲海蒂（Heidi）在前奥运选手Eric Flaim的建议下安排两人每隔一段时间前往华盛顿接受训练。2011年时，克鲁格兄弟两人前往盐湖城师从韩国教练，这之后约翰-亨利的水平有了明显提升，他也在之后成为2014年冬奥国内预选赛的有力竞争者之一。然而，他却因患上猪流感而无缘入选索契冬奥美国队名单，在康复之后，他开始为2018年冬奥备战，并辗转韩国、荷兰等地参与训练，最终他在2018年冬奥国内预选赛上斩获500米、1000米和1500米三个项目的冠军，成功入选平昌冬奥美国队名单。
2018年4月，克鲁格称其因无法承担高额债务而决定放弃美国国籍，并加入匈牙利国籍。